# Galonik

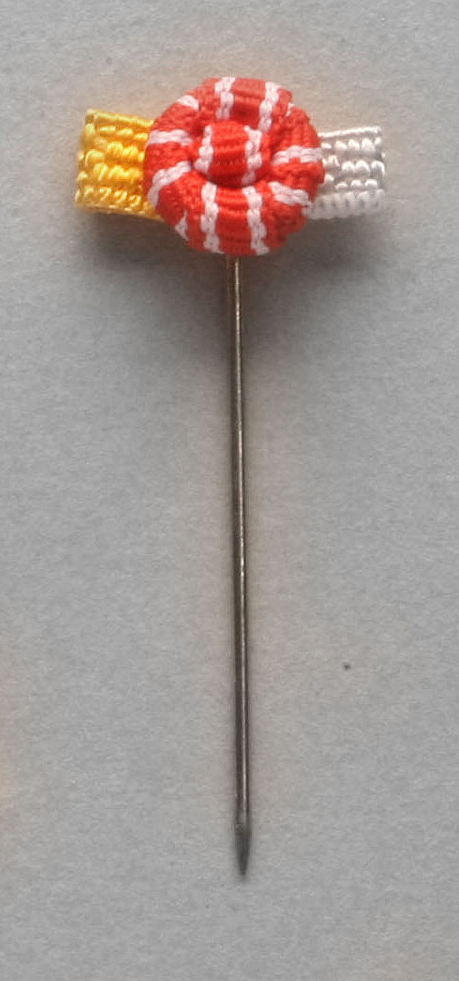
Rozetka ułożona na złoto-srebrnym galoniku markująca Krzyż Komandorski z Gwiazdą Orderu Odrodzenia Polski

Galonik – stosowana w falerystyce nazwa podkładki wykonana z galonu (rzadziej metalowa), umieszczana pod rozetką w celu odróżnienia poszczególnych klas orderu lub markowania ich na stroju cywilnym (samodzielnie bez wstążki lub na miniaturkach orderowych) lub mundurze (na baretkach) w niektórych krajach. Zwykle stosowany jest w klasie I (krzyż wielki lub wielka wstęga), II (komandor z gwiazdą lub wielki oficer) i III (komandor). W przypadku odznaczeń stosuje się go dla oznaczenia stopnia i ilości nadań.
W najczęstszym, pięcioklasowym systemie orderowym:
- klasa I orderu ma w formach zredukowanych złoty galonik,
- klasa II ma galonik złoto-srebrny,
- klasa III ma galonik srebrny,
- klasa IV ma rozetkę bez galoniku,
- klasa V ma wstążeczkę orderową (tudzież baretkę) bez rozetki.

W Polsce galonik orderowy (w formie podkładki pod rozetką) jest umieszczany poziomo i ma wymiary:
- 6 × 10 mm – na wstążeczkę miniaturki,
- 6 × 20 mm – na baretkę,
- 6 × 14 mm – na ubiory cywilne.

Do oznaczania ilości nadań danego odznaczenia niebędącego orderem służą metalowe okucia (poziomo na wstążkach pełnych odznaczeń oraz na miniaturkach) lub galoniki o szerokości 5 mm (naszyte pionowo na baretkach), w kolorze złotym lub srebrnym w zależności od stopnia.